# Gimnastyka na Letnich Igrzyskach Olimpijskich 2016 – ćwiczenia na koniu z łękami mężczyzn
Ćwiczenia na koniu z łękami mężczyzn na Letnich Igrzyskach Olimpijskich 2016 rozegrane zostały w dniach 6 sierpnia i 14 sierpnia w hali Rio Olimpic Arena. Złoty i srebrny medal zdobyli reprezentanci Wielkiej Brytanii, kolejno Max Whitlock i Louis Smith. Brązowy medal trafił w posiadanie Amerykanina Alexandra Naddoura.

## Terminarz
| Data             | Godzina |            |
| ---------------- | ------- | ---------- |
| 6 sierpnia 2016  | 20:00   | eliminacje |
| 14 sierpnia 2016 | 16:00   | finał      |

## Wyniki

### Eliminacje
| Pozycja | Zawodnik           | Państwo           | Trudność | Wykonanie | Kary | Razem  |
| ------- | ------------------ | ----------------- | -------- | --------- | ---- | ------ |
| 1.      | Max Whitlock       | Wielka Brytania   | 7,100    | 8,700     |      | 15,800 |
| 2.      | Louis Smith        | Wielka Brytania   | 6,900    | 8,800     |      | 15,700 |
| 3.      | Cyril Tommasone    | Francja           | 6,900    | 8,750     |      | 15,650 |
| 4.      | Harutyun Merdinyan | Armenia           | 6,700    | 8,883     |      | 15,583 |
| 5.      | Ołeh Werniajew     | Ukraina           | 7,000    | 8,566     |      | 15,566 |
| 6.      | Nikołaj Kuksienkow | Rosja             | 6,700    | 8,683     |      | 15,383 |
| 7.      | Alexander Naddour  | Stany Zjednoczone | 6,600    | 8,766     |      | 15,366 |
| 8.      | Dawid Bielawski    | Rosja             | 6,600    | 8,700     |      | 15,300 |
| 9.      | Vid Hidvegi        | Węgry             | 6,400    | 8,833     |      | 15,233 |
| 10.     | Andriej Lichowicki | Białoruś          | 6,600    | 8,633     |      | 15,233 |

### Finał
| Pozycja | Zawodnik           | Państwo           | Trudność | Wykonanie | Kary | Razem  |
| ------- | ------------------ | ----------------- | -------- | --------- | ---- | ------ |
| złoto   | Max Whitlock       | Wielka Brytania   | 7,200    | 8,766     |      | 15,966 |
| srebro  | Louis Smith        | Wielka Brytania   | 6,900    | 8,933     |      | 15,833 |
| brąz    | Alexander Naddour  | Stany Zjednoczone | 6,800    | 8,900     |      | 15,700 |
| 4.      | Cyril Tommasone    | Francja           | 6,900    | 8,700     |      | 15,600 |
| 5.      | Dawid Bielawski    | Rosja             | 6,600    | 8,800     |      | 15,400 |
| 6.      | Nikołaj Kuksienkow | Rosja             | 6,800    | 8,433     |      | 15,233 |
| 7.      | Harutyun Merdinyan | Armenia           | 6,400    | 8,533     |      | 14,933 |
| 8.      | Ołeh Werniajew     | Ukraina           | 5,700    | 6,700     |      | 14,400 |